# JaG-3
Der JaG-3 (russisch ЯГ-3) war ein zweiachsiger Lastkraftwagen des sowjetischen Herstellers Jaroslawski Gossudarstwenny Awtomobilny Sawod (kurz JaGAZ, ab 1933 Jaroslawski Awtomobilny Sawod, JaAZ). Er wurde von 1932 bis 1934 in Serie produziert, wobei rund 2700 Exemplare gebaut wurden. Das Fahrzeug, das oberhalb des AMO-3 angesiedelt war, wurde 1934 durch den JaG-4 ersetzt, der sich von ihm nur durch einen anderen Motor unterscheidet. Heute ist wahrscheinlich kein JaG-3 mehr erhalten.

## Fahrzeuggeschichte

Frontansicht desselben Modells. Gut zu erkennen: Die nicht angetriebene Vorderachse

Heckansicht

Der JaG-3 war der erste Lastwagen aus Jaroslawl mit dem Kürzel JaG in der Typenbezeichnung, das für Jaroslawski Grusowik (russisch ярославский грузовик, übersetzt Jaroslawler Lastwagen) steht. Er entsprach konstruktiv weitgehend dem schon seit 1929 gefertigten Ja-5. Der Lkw war in der Lage, fünf Tonnen Fracht bei einem Eigengewicht von 4750 kg zu transportieren. Er wurde in Langhauberbauweise konstruiert, die Kraft über ein mechanisches Vierganggetriebe an die Hinterachse übertragen. Es wurden sowohl Fahrgestelle ohne Aufbau als auch Fahrzeuge mit Holzpritsche ab Werk ausgeliefert.
Hauptunterschied des Fahrzeugs zu seinem Vorgänger war der verwendete Motor. Der JaG-3 erhielt den Reihensechszylinder-Ottomotor des AMO-3. Leistungsfähige Lastwagenmotoren wurden zuvor von der US-amerikanischen Hercules Engine Company importiert, da in den 1920er-Jahren und noch zu Beginn der 1930er-Jahre keine geeigneten Motoren in der Sowjetunion selbst gefertigt wurden. Die Fabrik in Jaroslawl hatte über Jahre hinweg nicht genügend Motoren der passenden Leistungsklasse für ihre Lastwagen zur Verfügung. Auch das aus heimischer Fertigung stammende Triebwerk des AMO-3 war für den JaG-3 zu schwach bemessen. Das Fahrzeug wurde deshalb kürzer als der Ja-5 übersetzt, die Höchstgeschwindigkeit sank von 53 auf nur noch 40 km/h. Der verwendete Motor leistete nur 60 PS (44 kW) und damit 33,5 PS weniger als der Sechszylinder vom Typ Herkules-YXC des Vorgängers. Auch der Hubraum sank von 7020 auf nur noch 4880 cm³. Gleichzeitig stieg der Treibstoffverbrauch von etwa 35 auf 48–75 l/100 km an.
Die meisten JaG-3 wurden in den Jahren 1932 und 1933 gebaut. Im Jahr 1932 wurden parallel noch etwa 350 Stück Ja-5 produziert, 1933 noch einmal 36 Stück. Die folgende Tabelle veranschaulicht die Produktion des JaG-3 nach Baujahren:
| Baujahr        | 1932 | 1933 | 1934 | Summe |
| -------------- | ---- | ---- | ---- | ----- |
| Pritschenwagen | 647  | 1678 | 83   | 2408  |
| Fahrgestelle   | 41   | 244  | 0    | 285   |

Insgesamt entstanden somit 2693 Lastwagen vom Typ JaG-3. 1934 wurde bereits der Nachfolger JaG-4 eingeführt, von dem im gleichen Jahr noch über 2300 Exemplare gebaut wurden. Er unterschied sich wiederum nur durch einen anderen Motor, er erhielt den aufgebohrten Block des ZIS-5 mit 73 PS. Es ist nicht klar, ob ein JaG-3 bis heute erhalten geblieben ist.

## Technische Daten
Für die Serienfahrzeuge des JaG-3 mit Pritsche ab 1932.
- Motor: Ottomotor, 6 Zylinder in Reihe
- Motortyp: „AMO-3“, baugleich zu dem aus dem Lastwagen AMO-3
- Leistung: 60 PS (44 kW) bei 2400 min−1
- Hubraum: 4880 cm³
- Bohrung: 95,25 mm
- Hub: 114,3 mm
- Verdichtung: 4,4:1
- Tankinhalt: 177 l Benzin
- Verbrauch: 48–75 l/100 km; abhängig von Last und Straßenzustand
- Getriebe: mechanisches Vierganggetriebe mit Rückwärtsgang
- Höchstgeschwindigkeit: 40 km/h
- Antriebsformel: 4×2

Abmessungen und Gewichte
- Länge: 6500 mm
- Breite: 2460 mm
- Höhe: 2550 mm
- Radstand: 4200 mm
- Bordwandhöhe: 638 mm
- Länge der Ladefläche: 3780 mm
- Breite der Ladefläche: 2280 mm
- Spurweite vorne: 1760 mm
- Spurweite hinten: 1860 mm (Doppelbereifung)
- Leergewicht: 4750 kg
- Zuladung: 5000 kg (Straße); 3500 kg (Gelände)
- zulässiges Gesamtgewicht: ca. 9750 kg
- Wendekreis: 18 m
- Reifengröße: 40×8″